# Ersa (Alta Córsega)
Ersa é uma comuna francesa na região administrativa de Córsega, no departamento da Alta Córsega. Estende-se por uma área de 20,45 km². 